# Гульденгрош
Гульденгрош (нім. Guldengroschen, дослівно — «золотий грош») або Гульдинер (нім. Guldiner) — велика срібна монета, що дорівнювала по своїй вартості у сріблі золотому гульдену (60 крейцерів). Вперше була викарбувано в Тіролі в 1486 році, а в 1500 році в дещо реформованому вигляді почала карбуватись також в Саксонському герцогстві. Після набуття надзвичайної популярності гульденгрошем, що масово карбувався в 1520-х роках в богемському Йоахимсталі і отримав назву «йоахимсталер», або скорочено «талер», великі срібні монети типу гульденгрош в подальшому стали називатись талерами.

## Історія

### Історичні передумови
З другої половини VIII століття майже єдиними срібними монетами в Західній Європі були місцеві аналоги каролінзького денарія, що з початкової ваги біля 1.7 г. до кінця XI століття перетворився на білонну монету, що містила іноді менше, ніж 0,5 г. срібла. З початком доби Хрестових походів європейці отримали доступ до близькосхідного срібла, і в XIII столітті в Європі з'явилась нова, значно більша срібна монета типу грош, що важила біля 4 г. срібла і на наступні 300 стала новим стандартом торгової срібної монети.
Після падіння останніх залишків держав хрестоносців на Близькому Сході в 1291 році та введення заборони вивезення некарбованого срібла з рудників Богемії на початку 1300-х років, в XIV—XV століттях в Європі відчувався великий брак срібла. З другої половини XIV ст. вага та проба срібних монет типу грош почала неухильно знижуватись, через що вони втрачали свою вартість відносно стабільних європейських золотих монет, таких як флорин, дукат або гульден. Протягом цього часу в Європі відбувались спроби карбувати більші срібні монети, ніж грош. У Візантії з 1367 року карбували срібний ставратон (8,5 г.), у Венеції з 1472 р. — ліру (6,18 г.), а в Мілані з 1474 р. — тестон (9,28 г.). Проте ці монети залишались значно дешевшими за золоті монети, а через обмежені обсяги місцевого карбування, вони не набули значного поширення і залишались переважно регіональними валютами.
З кінця XV століття розвиок гірничих технологій, відкриття в Європі нових родовищ сріба, а пізніше і великий потік срібла з іспанських колоній в Новому Світі дозволили подолати європейську срібну кризу XIV-XV століть і призвели до появи великих срібних монет, які раніше ніколи не карбувались і які в XVI-XIX століттях стали новим стандартом торгової монети в Європі.

### Поява перших срібних гульдинерів в Тіролі

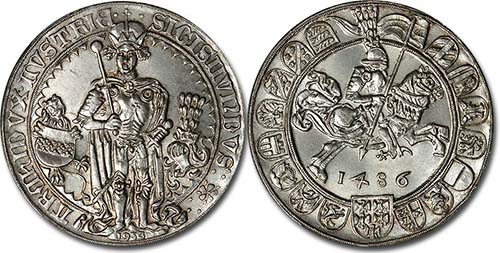
Сучасна репліка тірольського гульденгроша 1486 року

Наприкінці 1470-х та на початку 1480-х років ерцгерцог Австрійський Сигізмунд видав укази, які реформували стан карбування монет у його країні. Він відновив пробу срібла до рівня, якого не бачили століттями (937 проба) і замість звичного срібного гроша, що коштував від 4 до 6 крейцерів у 1484 році викарбував велику срібну монету вагою 15,9 г., що по вмісту срібла коштували 30 крейцерів, або 1/2 золотого гульдена. Це був революційний стрибок у номіналі срібних монет, оскільки нова монета вийшла більшою навіть за італійський тестон, що важив біля 9,5 г. і був найбільшою срібною монетою до того часу.

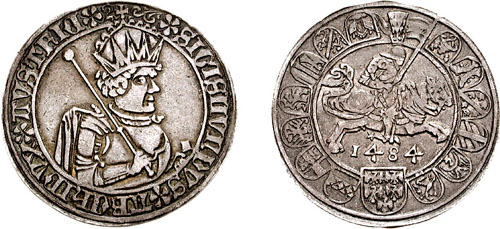
Монета в !/2 гульденгроша ергцгерцого Сигізмунда вагою 15.94 г. (1484 р)

Проте Сигізмунд на цьому не зупинився, і у 1486 році викарбував ще вдвічі більшу срібну монету, яка містила 31,93 г срібла і дорівнювала вартістю 60 крейцерів або 1 золотий гульден. Через це монета отримала офіційну назву «гульденгрош» та стала загальновідома як «гульдинер». Довгий час ці монети також називали «унціал», оскільки фактична вага срібла в такій монеті майже дорівнював 1 унції срібла.
Інші держави почали наслідувати цей приклад і випускати власні гульдинери. Одним із перших приклад Тірольського графства наслідувало місто Берн у Швейцарському союзі, де свої гульдинери було викарбувано вже в 1493 році.

### Саксонська адаптація гульдинерів до кельнської марки

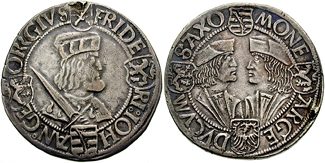
Саксонський гульденгрош курфюрста Фрідріха III 1508—1525 рр. (Аннаберг 41 мм, 28.86 г.)

З 1500 року гудльденгроші почав карбувати монетний двір в Аннаберзі в Саксонії. Вміст срібла в тірольському гульденгроші був розрахований таким чином, щоб з однієї тірольської марки карбувати 8 монет. Але на відміну від Тіролю, в більшості іншої Німеччини стандартною розрахунковою одиницею для дорогоцінних металів була трохи легша кельнська марка. В саксонському гульденгроші вага монети була дещо зменшена з 31,93 г до 29,23 г.. Це дало можливість викарбувати вісім гульденгрошів з однієї кельнської марки і отримати монету, зручну для обліку в більшій частині Німеччинию. В Саксонії викарбували значно більшу кількість гульдинерів, ніж це робили їх попередники іі це дозволило монеті стати популярній в торговому оберті, оскільки вона задовольняла попит економіки центральної Європи.
Згодом, коли назва «талер» стала загальновживаною, саксонський гульденгрош, завдяки характерним головним уборам зображених на монеті курфюстів та герцогів, отримав розмовну назву «клапмютценталер» (нім. Klappmützentaler) .

### Поява Йоахимсталера

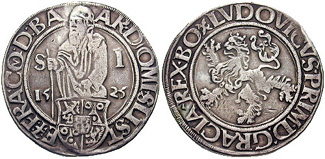
Йоахимсталер (1525)

В 1520 році гульденгрош, за вмістом ваги подібний до саксонського (27,2 г. чистого срібла), почали карбувати в Йохимсталі в Богемії. Ця нова монета стала відома як йоахимсталер або просто як талер. Завдяки величезній кількості викарбованих йоахимсталерів, їх скорочена назва «талер» стала загальновживаною і в подальшому застосовувалась до усіх монет типу гульдинера. Популярність монети призвела до численних наслідувань, таких як даалдер в Голандії, далер в країнах Скандинавії і нарешті долар в США тощо.
1524 року Імперський монетний статут (нім. Reichsmünzordnung) визначив стандарт для рейхсгульдинера Священної Римської імперії, як 1⁄8 кельнської марки срібла 15/16 проби, або 27,405 г чистого срібла. Він оцінювався в 60 крейцерів у 1524 році та 72 крейцера після 1555 року. Цей рейхсгульдинер був доповнений в 1566 році рейхсталером, який містив менше срібла (25,984 г), але також оцінювався в 72 крейцера.

## Гульденгрош на інших монетах

Пам'ятна монета 700-річчя міста Халл у Тіролі

Зображення самого гульденгроша заявлялось на багатьох колекціонних монетах і медалях. Однією з останніх є австрійська пам'ятна монета 700-річчя міста Халль у Тіролі, викарбувана 29 січня 2003 року. На зворотному боці монети зображено срібний тірольський гульденгрош. Однак малюнок є «негативним» відносно оригінала, тобто зображує монетну матрицю, як посилання на історію Холла як важливого центру карбування монет.